# 二宮郵便局
二宮郵便局（にのみやゆうびんきょく）
- 神奈川県中郡二宮町にある郵便局。本記事にて記述する。

二宮簡易郵便局
- （にくうかんいゆうびんきょく） - 新潟県佐渡市にある簡易郵便局。局番号は12727。
- （にのみやかんいゆうびんきょく） - 北海道中川郡豊頃町にある簡易郵便局。局番号は91741。

二宮郵便局（にのみやゆうびんきょく）は神奈川県中郡二宮町にある郵便局。民営化前の分類では集配普通郵便局であった。

## 概要
住所：〒259-0199 神奈川県中郡二宮町二宮400-8

## 沿革
- 1901年（明治34年）2月1日 - 二宮郵便局（三等）として開設[1]。
- 1961年（昭和36年）9月17日 - 電話交換業務を二宮電報電話局に移管[2]。
- 1964年（昭和39年）3月15日 - 和文電報配達、欧文電報受付・配達、国際電報受付・配達の各事務を二宮電報電話局に移管。
- 1968年（昭和43年）5月6日 - 特定郵便局から普通郵便局に局種別改定。
- 2000年（平成12年）8月14日 - 外国通貨の両替および旅行小切手の売買に関する業務取扱を開始。
- 2006年（平成18年）10月2日 - 大磯郵便局（中郡大磯町大磯）から「255-00xx」区域の集配業務を移管[3]。
- 2007年（平成19年）10月1日 - 民営化に伴い、併設された郵便事業二宮支店に一部業務を移管。
- 2012年（平成24年）10月1日 - 日本郵便株式会社発足に伴い、郵便事業二宮支店を二宮郵便局に統合。

## 取扱内容
- 郵便、印紙、ゆうパック、内容証明
- 貯金、為替、振替、振込、国際送金、外貨両替・トラベラーズチェック、国債、投資信託
- 生命保険、バイク自賠責保険、自動車保険、がん保険、引受条件緩和型医療保険
- ゆうちょ銀行ATM
- 「255-00xx」「259-01xx」区域（中郡二宮町、中郡大磯町、足柄上郡中井町のそれぞれ全域）の集配業務
- ゆうゆう窓口

## 周辺
- 大磯ロングビーチ
- 徳富蘇峰記念館
- 二宮町立二宮中学校

## アクセス
- JR東海道本線 二宮駅から東へ約800m（徒歩約9分）
- 神奈中バス 塩海橋停留所もしくは下町停留所下車
- 小田原厚木道路 大磯ICから南西へ、二宮ICから南東へそれぞれ約3km、西湘バイパス 西湘二宮ICから北東へ約1km
- 国道1号沿い
- 駐車場あり：10台